# Asnières-sur-Nouère
Asnières-sur-Nouère és un municipi francès situat al departament del Charente i a la regió de la Nova Aquitània. L'any 2007 tenia 1.093 habitants.

## Demografia

### Població
El 2007 la població de fet d'Asnières-sur-Nouère era de 1.093 persones. Hi havia 426 famílies de les quals 76 eren unipersonals (36 homes vivint sols i 40 dones vivint soles), 163 parelles sense fills, 155 parelles amb fills i 32 famílies monoparentals amb fills.
La població ha evolucionat segons el següent gràfic:
Habitants censats

### Habitatges
El 2007 hi havia 461 habitatges, 434 eren l'habitatge principal de la família i 27 estaven desocupats. 450 eren cases i 10 eren apartaments. Dels 434 habitatges principals, 375 estaven ocupats pels seus propietaris, 52 estaven llogats i ocupats pels llogaters i 8 estaven cedits a títol gratuït; 2 tenien una cambra, 9 en tenien dues, 35 en tenien tres, 119 en tenien quatre i 270 en tenien cinc o més. 338 habitatges disposaven pel capbaix d'una plaça de pàrquing. A 165 habitatges hi havia un automòbil i a 250 n'hi havia dos o més.

### Piràmide de població
La piràmide de població per edats i sexe el 2009 era:
| Homes | Edats   | Dones |
| ----- | ------- | ----- |
| 4     | 95 o +  | 0     |
| 4     | 90 a 94 | 4     |
| 8     | 85 a 89 | 4     |
| 8     | 80 a 84 | 4     |
| 12    | 75 a 79 | 20    |
| 24    | 70 a 74 | 20    |
| 20    | 65 a 69 | 20    |
| 8     | 60 a 64 | 36    |
| 24    | 55 a 59 | 8     |
| 40    | 50 a 54 | 24    |
| 32    | 45 a 49 | 36    |
| 52    | 40 a 44 | 52    |
| 48    | 35 a 39 | 28    |
| 32    | 30 a 34 | 36    |
| 44    | 25 a 29 | 48    |
| 28    | 20 a 24 | 8     |
| 40    | 15 a 19 | 20    |
| 36    | 10 a 14 | 36    |
| 28    | 5 a 9   | 24    |
| 24    | 0 a 4   | 20    |

## Economia
El 2007 la població en edat de treballar era de 757 persones, 574 eren actives i 183 eren inactives. De les 574 persones actives 534 estaven ocupades (296 homes i 238 dones) i 40 estaven aturades (14 homes i 26 dones). De les 183 persones inactives 71 estaven jubilades, 51 estaven estudiant i 61 estaven classificades com a «altres inactius».

### Ingressos
El 2009 a Asnières-sur-Nouère hi havia 442 unitats fiscals que integraven 1.143,5 persones, la mediana anual d'ingressos fiscals per persona era de 18.418 €.

### Activitats econòmiques
Dels 43 establiments que hi havia el 2007, 1 era d'una empresa alimentària, 1 d'una empresa de fabricació de material elèctric, 3 d'empreses de fabricació d'altres productes industrials, 15 d'empreses de construcció, 10 d'empreses de comerç i reparació d'automòbils, 2 d'empreses d'hostatgeria i restauració, 1 d'una empresa d'informació i comunicació, 3 d'empreses financeres, 4 d'empreses immobiliàries, 2 d'empreses de serveis i 1 d'una empresa classificada com a «altres activitats de serveis».
Dels 14 establiments de servei als particulars que hi havia el 2009, 1 era un taller de reparació d'automòbils i de material agrícola, 4 paletes, 3 guixaires pintors, 4 fusteries i 2 empreses de construcció.
Dels 2 establiments comercials que hi havia el 2009, 1 era una fleca i 1 una floristeria.
L'any 2000 a Asnières-sur-Nouère hi havia 32 explotacions agrícoles que ocupaven un total de 1.512 hectàrees.

## Equipaments sanitaris i escolars
El 2009 hi havia una escola elemental.

## Poblacions més properes
El següent diagrama mostra les poblacions més properes.